# محمد أمين دمناتي
محمد أمين دمناتي (15 يناير 1942 - 10 يوليو 1971)، هو فنان تشكيلي وشاعر مغربي. عاش حياة قصيرة برصيد غني.
ولد بمدينة مراكش بتاريخ 15 يناير 1942، تعليمه الابتدائي والثانوي في الدار البيضاء، والتحق بقسم الفنون التطبيقية بثانوية مرس السلطان، قبل أن يستكمل مساره الدراسي في كلية الفنون التطبيقية بباريس حيث نظم أول معرض له عام 1961.
وبعد عودته للمغرب، عرض دمناتي أعماله بكل من الرباط ومراكش والدار البيضاء، وشارك في لقاءات حول وضعية الفنون في المغرب، وساهم في إنشاء واحدة من أولى جمعيات الفنانين التشكليين المغاربة.

## مقتله
كان من المدعوين في 10 يوليو 1971، إلى احتفالات القصر الملكي الصخيرات بمناسبة الذكرى 42 لعيد ميلاد الملك الحسن الثاني، حيث حدث يومها محاولة انقلاب الصخيرات وتوفي عن سن 29 عاما، جراء إصابته بنيران رشاش.

## كتب عنه
- كتاب "Amine Demnati, vingt-neuf printemps, un été" (أمين دمناتي .. تسعة وعشرين ربيعا، صيف واحد) لموريس أراما (Maurice Arama).
- كتب الشاعر المغربي كمال الزبدي في حقه عام 1966 «عالم مشحون بالشعر، ينشد فيه اللون الكلمة ويترجمها إلى نصوص من الحياة بحس دقيق: مشاهد يومية، وجوه… أمين الدمناني شاعر بمعنى الكلمة، عرف كيف يقيس الخطوة على سلم الأمل، محتفلا بكل ما جوهري وأساسي».[3]

## وصلات خارجية
- (جريدة الصحراء): في ذكرى ميلاده الـ77.. محمد أمين دمناتي فنان منح أجمل أشكال الحب للعالم
- (moroccopost24): محمد أمين دمناتي .. حياة قصيرة ورصيد غني يكشف عن فنان استثنائي
- (بيت الفن): أمين الدمناتي شاعر الضوء الخاطف الذي غيبه انقلاب الصخيرات